# Jacques Roumain
Jacques Roumain (ur. 4 czerwca 1907, zm. 18 sierpnia 1944) – haitański pisarz, etnolog, polityk i działacz komunistyczny.

## Życiorys
Pisarz urodził się 2 czerwca 1907 w zamożnej rodzinie haitańskiej. Jego dziadek, Tancrède Auguste, był prezydentem kraju w latach 1912–1913. Jacques Roumain uczęszczał do katolickiej szkoły w rodzinnym mieście, a następnie kształcił się w Belgii, Szwajcarii, Francji, Niemczech i Hiszpanii. Po powrocie na Haiti założył czasopismo „La Revue Indigene: Les Arts et La Vie”, na łamach którego publikowali Philippe Thoby-Marcelin, Carl Brouard i Antonio Vieux.
Walczył przeciwko amerykańskiej okupacji wyspy, która trwała od 1915 do 1934. W 1934 założył Haitańską Partię Komunistyczną. Działalność na tym polu była przyczyną częstych aresztowań Roumaina i wreszcie wydalenia go z kraju za prezydentury Sténio Vincenta.
Podczas wygnania pisarz związał się z wieloma afrykańskimi twórcami – m.in. z Langstonem Hughesem. Współpracował z Columbia University w Nowym Jorku, prowadząc badania etnologiczne. Po zmianie rządów na Haiti mógł powrócić do kraju, gdzie założył centrum badań zajmujące się etnologią. W 1934 został przez prezydenta Élie Lescota wysłany jako dyplomata do Meksyku, gdzie powstały dwa jego najbardziej znane dzieła: tomik poezji Bois D'ébène oraz powieść Gouverneurs de la Rosée, które wywarły wpływ na twórczość innych haitańskich pisarzy i poetów.
Jacques Roumain zmarł 18 sierpnia 1944. Powody śmierci nie są znane.